# عروس را با خود خواهم برد
عروس را با خود خواهم برد (هندی: Dulhan Hum Le Jayenge) یا به دنبال داماد فیلمی هندی به کارگردانی دیوید داوان است که در سال ۲۰۰۰ منتشر شد.

## بازیگران
- سلمان خان
- کاریسما کاپور
- اوم پوری
- پارش راوال
- انوپم کهیر
- فریدا جلال
- هیمانی شیوپوری
- جانی لور
- قادر خان
- کاشمیرا شاه